# Kolářova chata Slavíč
Kolářova chata Slavíč – górskie schronisko turystyczne położone w Beskidzie Morawsko-Śląskim w Czechach. Budynek znajduje się na wysokości 915 m n.p.m. na południowo-wschodnich stokach Mizerova (965 m n.p.m.) w pasmie Ropicy, w granicach administracyjnych Łomnej Górnej. Jej nazwa pochodzi od nieodległego szczytu Sławicza.

## Historia

### Hadaszczok-Hütte i Kolářova chata
Pierwszym obiektem noclegowym na polanie Huta (Hutowej) było schronisko niemieckiej organizacji Beskidenverein (BV), oddziału w Witkowicach. Wzniesiono je w 1899 roku kosztem 5 tys. koron, nadając mu imię zasłużonego działacza turystycznego BV Johanna Hadaszczoka (Hadaszczok-Hütte). Był to niewielki drewniany budynek z werandą. Oferował zarówno noclegi (w 1930 roku – 20 łóżek), jak i posiłki. Początkowo nie miał zarządcy, a jedynie dozorcę.

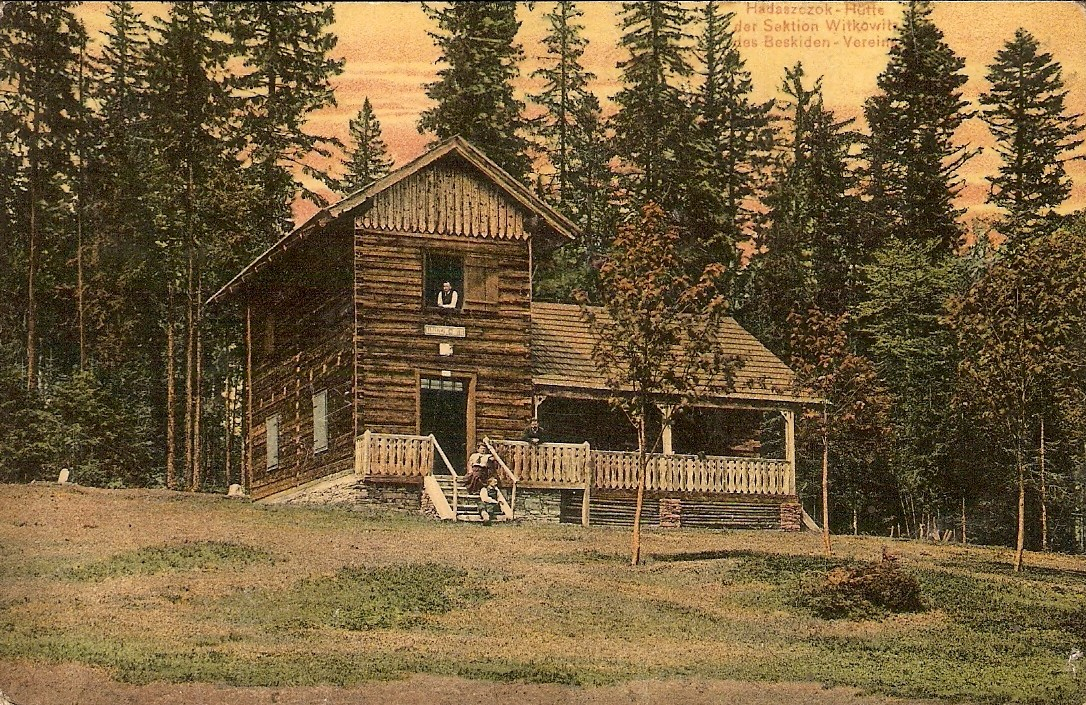
Hadaszczok-Hütte ok. 1907 roku

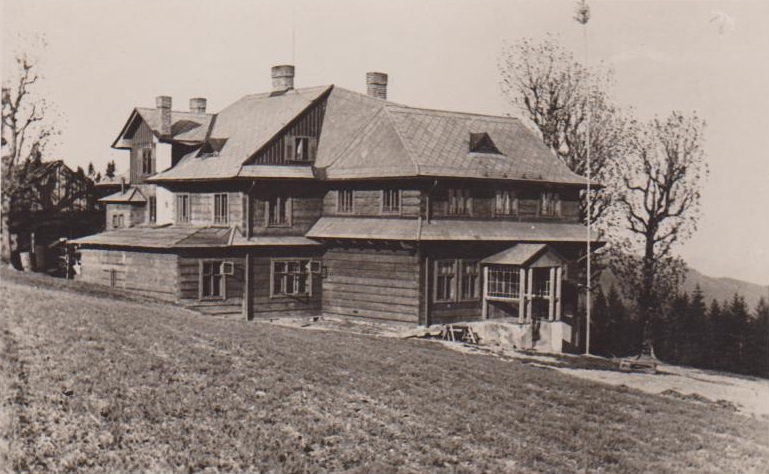
Schronisko Jana Kolářa w latach 30. XX wieku

Obiekt ten w 1910 wynajął Jan Kolář, emerytowany policjant z Ivančic na Morawach. W 1914 r. kupił znajdujące się na tej samej polanie gospodarstwo szałaśnicze. W 1930 przerobił jego zabudowania na własne schronisko (Kolářova chata), które otworzył w 1931 roku. Pomimo tego do 1935 roku prowadził równolegle dwa obiekty – własny i BV.
W 1935 roku stare schronisko Hadaszczoka przejął oddział z Nowego Bogumina, który dokonał jego znacznej rozbudowy. W okresie międzywojennym dysponowało ono – według źródeł z różnych okresów – od 35 do 42 miejsc w 11 pokojach. W tym samym czasie schronisko Kolářa oferowało od 40 do nawet 60 łóżek w 15 pokojach. Obiekt BV uległ poważnym zniszczeniom podczas II wojny światowej i musiał zostać rozebrany w 1949 roku. Kolář swój obiekt prowadził do lat 60. XX wieku. Nie tylko on sam, ale i jego schronisko cieszyły się dużą popularnością wśród turystów.
W 1989 roku budynek odzyskali spadkobiercy Kolářa, którzy po dwóch latach doprowadzili do ponownego otwarcia schroniska. Dysponowało 43 miejscami noclegowymi w pokojach 3-, 4- i wieloosobowych.

### XXI wiek
W 2019 roku obiekt został sprzedany. Nowy właściciel początkowo miał planować niewielki remont chaty obejmujący m.in. wyburzenie garażu przyległego do głównego budynku. Podczas tych prac doszło do zawalenia się komina oraz ujawniono zły stan techniczny drewnianej konstrukcji, który  zagrażał bezpieczeństwu odwiedzających. Wymusiło to decyzję o wyłączeniu z użytkowania  niemal całej znajdującej się na piętrze części sypialnej, a wreszcie zamknięcie schroniska z początkiem września 2021 roku. Jeszcze w tym samym tygodniu, w ciągu kilku godzin zostało rozebrane.
Szybko rozpoczęto budowę nowego murowanego budynku mającego w założeniu być repliką dotychczasowego schroniska. Wkrótce ujawniono, że właściciel nie uzyskał odpowiednich pozwoleń administracyjnych ani na rozbiórkę starego obiektu, ani na budowę nowego, w tym związanych z położeniem na obszarze chronionego krajobrazu. W połowie 2023 r. główny obiekt wciąż nie był ukończony, natomiast z uwagi na samowolę budowlaną władze nie wykluczały nakazania jego rozbiórki.

## Warunki pobytu
Do czasu otwarcia głównego obiektu nowe schronisko oferuje 7 pokoi sypialnych z zapleczem sanitarnym znajdujących się w bocznym budynku oraz 10-osobowy apartament w wolno stojącym domku. Do dyspozycji pozostaje też sala konferencyjno-balowa na ponad 100 osób obsługująca imprezy okolicznościowe i firmowe.

## Szlaki turystyczne
- Dobratice pod Prašivou – Chata Prašivá – Chata na Kotaři – Ropiczka (918 m n.p.m.) – Velký Lipový (999 m n.p.m.) – Ropica (1082 m n.p.m.) – Kolářova chata Slavíč – Úspolka (przyst. aut)
- Morawka – Kolářova chata Slavíč
- Úspolka (przyst. aut) – Kolářova chata Slavíč